# Lala (India)
Lala is een dorp in het district Hailakandi van de Indiase staat Assam. 

## Demografie
Volgens de Indiase volkstelling van 2001 wonen er 10.345 mensen in Lala, waarvan 50% mannelijk en 50% vrouwelijk is. De plaats heeft een alfabetiseringsgraad van 81%. 